# Les Hauts-Talican
Les Hauts-Talican – gmina we Francji, w regionie Hauts-de-France, w departamencie Oise. W 2016 roku liczba ludności wynosiła 902 mieszkańców. 
Gmina została utworzona 1 stycznia 2019 roku z połączenia trzech ówczesnych gmin: Beaumont-les-Nonains, La Neuville-Garnier oraz Villotran. Siedzibą gminy została miejscowość Beaumont-les-Nonains. 